# Короткоусые прямокрылые
Короткоусые прямокрылые (лат. Caelifera) — подотряд насекомых из отряда прямокрылых (Orthoptera). К этому подотряду относятся надсемейства триперстовые (Tridactyloidea) (с семействами триперсты (Tridactylidae), Ripipterygidae, Cylindrachetidae), прыгунчики (Tetrigoidea), бестимпанные саранчовые (Proscopioidea) и собственно саранчовые (Acridoidea).
Для представителей подотряда характерны короткие усики, обычно не превышающие по длине половину тела (откуда русское название) и яйцеклад из двух пар коротких подвижных копательных или режущих створок. В отличие от представителей подотряда длинноусых, никогда не имеют ни органов слуха на голенях передних ног, ни первичного стрекотательного аппарата, расположенного на надкрыльях; если же органы слуха и звукоизлучения имеются, то они расположены иначе и не гомологичны таковым длинноусых. Из других особенностей морфологии можно упомянуть нередкое присутствие присосок (аролиев) между коготками ног.
Распространены всесветно, кроме Антарктиды. Наиболее богато представлены в тропиках. Обитают на суше, обычно ведут открытый образ жизни. Характерные обитатели травянистых экосистем, хотя нередки и в тропических лесах. В большинстве фитофаги, есть серьёзные сельскохозяйственные вредители (в том числе различные виды саранчи); реже питаются мёртвыми органическими остатками растительного происхождения. В естественных экосистемах играют большую роль как консументы 1-го порядка.
Наиболее крупной, изученной и экономически важной группой в составе подотряда являются саранчовые (Acridoidea).